# Liste sizilianischer Inseln

Übersichtskarte der größeren Inseln

Die italienische Region Sizilien besteht neben der Hauptinsel Sizilien, die die größte Insel des Mittelmeers ist, aus zahlreichen kleineren Inseln und Felsen.

## Überblick
Die meisten dieser Inseln gruppieren sich in drei größeren Inselgruppen: den Äolischen oder Liparischen Inseln vor der Nordküste im Tyrrhenischen Meer, den Ägadischen Inseln vor der Westspitze Siziliens und den Pelagischen Inseln südlich der Hauptinsel im offenen Mittelmeer, wo sich auch der südlichste Punkt des italienischen Territoriums befindet. Hinzu kommen Ustica und Pantelleria sowie eine Vielzahl kleiner, der Hauptinsel vorgelagerter küstennaher Inseln und Felsen oder Nebeninseln der größeren, bewohnten. Die geographisch ebenfalls in der Umgebung Siziliens liegende Insel Malta und ihre Nachbarinseln, die in der Antike und im Mittelalter auch politisch zu Sizilien zählten, sind seit 1530 von Sizilien unabhängig und daher in dieser Liste nicht aufgeführt.
Einige Inseln spielten eine Rolle bei der Sicherung von Hafeneinfahrten der Städte und bergen die Reste von Befestigungsanlagen, zwei von ihnen sind der historische Kern heutiger Städte, nämlich die Isola delle Palme in Augusta und Ortygia in Syrakus.
Viele der Inseln sind durch vulkanische Aktivität entstanden und daher bergig, im Jahre 1831 bestand für einige Monate die Vulkaninsel Ferdinandea. Die Isole dello Stagnone di Marsala hingegen sind flach und umschließen eine kleine Lagune. Die meisten Gebiete der kleineren Inseln um Sizilien stehen unter Naturschutz und leben heute zu einem beträchtlichen Teil vom Tourismus, die kleinen Felsen werden besonders von Tauchern besucht.
Die Übergänge im Italienischen zwischen den Begriffen Isola („Insel“) und Isolotto („Eiland“) sind fließend, die kleinen Felsinseln tragen häufig die Bezeichnungen Scoglio („Felsen“) oder Pietra („Stein“), steil aufragende Felsen auch Faraglione („Klippe“) im Namen.
Die Gemeinden der kleineren Inseln sind Mitglieder des Gemeindeverbands der kleineren Inseln Italiens, Associazione Nazionale Comuni Isole Minori (ANCIM).
Die Auflistung der Inseln in den folgenden Tabellen erfolgt nach ihrer geographischen Lage: Nach der Hauptinsel Sizilien beginnend im Norden (Ustica) im Uhrzeigersinn um die Hauptinsel herum. Andere Reihenfolgen (sortiert nach Name, Gemeinde, Größe usw.) können einfach über die Sortierfunktion erreicht werden.

## Größere und bewohnte Inseln
| Name                            | Inselgruppe                     | Metropolitanstadt bzw. Gemeindekonsortium | Gemeinde                         | Fläche (km²) | Einwohner | Lage                         | Bild |
| ------------------------------- | ------------------------------- | ----------------------------------------- | -------------------------------- | ------------ | --------- | ---------------------------- | ---- |
| Sizilien (italienisch: Sicilia) |                                 | übergreifend                              | 382 Gemeinden                    | 25.460,0     | 5.000.000 | 38° 43′ 0″ N, 13° 11′ 0″ O   |      |
| Ustica                          |                                 | Palermo                                   | Ustica                           | 8,0          | 1.308     | 38° 43′ 0″ N, 13° 11′ 0″ O   |      |
| Alicudi                         | Liparische Inseln               | Messina                                   | Lipari                           | 5,20         | 100       | 38° 32′ 38″ N, 14° 21′ 12″ O |      |
| Filicudi                        | Liparische Inseln               | Messina                                   | Lipari                           | 9,50         | 235       | 38° 34′ 31″ N, 14° 33′ 30″ O |      |
| Salina                          | Liparische Inseln               | Messina                                   | Leni, Malfa, Santa Marina Salina | 27,0         | 2.350     | 38° 33′ 53″ N, 14° 50′ 19″ O |      |
| Lipari                          | Liparische Inseln               | Messina                                   | Lipari                           | 37,0         | 9.300     | 38° 28′ 47″ N, 14° 57′ 18″ O |      |
| Vulcano                         | Liparische Inseln               | Messina                                   | Lipari                           | 21,20        | 95        | 38° 23′ 28″ N, 14° 58′ 46″ O |      |
| Panarea                         | Liparische Inseln               | Messina                                   | Lipari                           | 3,40         | 350       | 38° 38′ 13″ N, 15° 4′ 2″ O   |      |
| Stromboli                       | Liparische Inseln               | Messina                                   | Lipari                           | 12,60        | 500       | 38° 48′ 14″ N, 15° 13′ 24″ O |      |
| Augusta (Isola delle Palme)     |                                 | Syrakus                                   | Augusta                          |              |           | 37° 13′ 32″ N, 15° 13′ 18″ O |      |
| Ortygia (italienisch: Ortigia)  |                                 | Syrakus                                   | Syrakus                          | 1,0          | 4.500     | 37° 3′ 40″ N, 15° 17′ 39″ O  |      |
| Linosa                          | Pelagische Inseln               | Agrigent                                  | Lampedusa e Linosa               | 5,0          | 450       | 35° 51′ 39″ N, 12° 51′ 15″ O |      |
| Lampedusa                       | Pelagische Inseln               | Agrigent                                  | Lampedusa e Linosa               | 20,0         | 4.500     | 35° 30′ 35″ N, 12° 36′ 0″ O  |      |
| Pantelleria                     |                                 | Trapani                                   | Pantelleria                      | 83,0         | 7.649     | 36° 47′ 0″ N, 11° 59′ 0″ O   |      |
| Isola Grande (Isola Lunga)      | Isole dello Stagnone di Marsala | Trapani                                   | Marsala                          |              | 0         | 37° 52′ 43″ N, 12° 26′ 41″ O |      |
| Favignana                       | Ägadische Inseln                | Trapani                                   | Favignana                        | 19,80        | 3.500     | 37° 56′ 0″ N, 12° 20′ 0″ O   |      |
| Marettimo                       | Ägadische Inseln                | Trapani                                   | Favignana                        | 12,0         | 300       | 37° 58′ 10″ N, 12° 3′ 26″ O  |      |
| Levanzo                         | Ägadische Inseln                | Trapani                                   | Favignana                        | 5,82         | 450       | 38° 0′ 1″ N, 12° 20′ 8″ O    |      |

## Kleine Eilande und Felsen
| Name und Anmerkungen                                                   | Inselgruppe                     | Metropolitanstadt bzw. Gemeindekonsortium | Gemeinde                  | Lage                                                | Bild |
| ---------------------------------------------------------------------- | ------------------------------- | ----------------------------------------- | ------------------------- | --------------------------------------------------- | ---- |
| Scoglio del Medico                                                     |                                 | Palermo                                   | Ustica                    | 38° 43′ 1″ N, 13° 9′ 23″ O                          |      |
| Scoglio Pastizzo                                                       |                                 | Palermo                                   | Ustica                    | 38° 42′ 7,5″ N, 13° 11′ 33,5″ O                     |      |
| Isola delle Femmine                                                    |                                 | Palermo                                   | Isola delle Femmine       | 38° 12′ 36″ N, 13° 14′ 9″ O                         |      |
| Faraglioni di Terrasini mehrere kleine Felsen                          |                                 | Palermo                                   | Terrasini                 | 38° 9′ 12″ N, 13° 4′ 32″ O                          |      |
| Scoglio Formica am Capo Zafferano                                      |                                 | Palermo                                   | Santa Flavia              | 38° 6′ 49″ N, 13° 32′ 16″ O                         |      |
| Scoglio Galera (Scoglio Jalera)                                        | Liparische Inseln               | Messina                                   | Lipari                    | 38° 32′ 47″ N, 14° 20′ 20″ O                        |      |
| Scoglio Palomba                                                        | Liparische Inseln               | Messina                                   | Lipari                    | 38° 31′ 48″ N, 14° 21′ 43″ O                        |      |
| Scoglio Giafante                                                       | Liparische Inseln               | Messina                                   | Lipari                    | 38° 35′ 13″ N, 14° 32′ 45,5″ O                      |      |
| La Canna                                                               | Liparische Inseln               | Messina                                   | Lipari                    | 38° 34′ 56″ N, 14° 31′ 17″ O                        |      |
| Scoglio di Montenassari                                                | Liparische Inseln               | Messina                                   | Lipari                    | 38° 34′ 56″ N, 14° 31′ 57″ O                        |      |
| Scoglio La Mitra                                                       | Liparische Inseln               | Messina                                   | Lipari                    | 38° 34′ 43,2″ N, 14° 32′ 20,8″ O                    |      |
| Scoglio Notaro                                                         | Liparische Inseln               | Messina                                   | Lipari                    | 38° 34′ 36,7″ N, 14° 32′ 19″ O                      |      |
| Scoglio della Fortuna                                                  | Liparische Inseln               | Messina                                   | Lipari                    | 38° 34′ 25,7″ N, 14° 32′ 24,4″ O                    |      |
| Scoglio Cuddura                                                        | Liparische Inseln               | Messina                                   | Lipari                    | 38° 34′ 11″ N, 14° 32′ 37″ O                        |      |
| Scoglio di Pollara (Scoglio Faraglione)                                | Liparische Inseln               | Messina                                   | Malfa                     | 38° 34′ 46″ N, 14° 48′ 3″ O                         |      |
| Scoglio Imerata (Scoglio del Carabiniere)                              | Liparische Inseln               | Messina                                   | Lipari                    | 38° 31′ 9″ N, 14° 54′ 44″ O                         |      |
| Pietra del Bagno                                                       | Liparische Inseln               | Messina                                   | Lipari                    | 38° 28′ 30″ N, 14° 53′ 45″ O                        |      |
| Le Formiche di Lipari                                                  | Liparische Inseln               | Messina                                   | Lipari                    | 38° 26′ 37″ N, 14° 56′ 24″ O                        |      |
| La Mummia                                                              | Liparische Inseln               | Messina                                   | Lipari                    | 38° 26′ 30″ N, 14° 56′ 40,5″ O                      |      |
| Pietra Lunga                                                           | Liparische Inseln               | Messina                                   | Lipari                    | 38° 26′ 23″ N, 14° 56′ 35″ O                        |      |
| Pietra Menalda                                                         | Liparische Inseln               | Messina                                   | Lipari                    | 38° 26′ 20″ N, 14° 56′ 31″ O                        |      |
| Scoglio delle Sirene                                                   | Liparische Inseln               | Messina                                   | Lipari                    | 38° 25′ 12,5″ N, 14° 57′ 4″ O                       |      |
| Scoglio Quaedri (Pietra Quaglietto)                                    | Liparische Inseln               | Messina                                   | Lipari                    | 38° 23′ 59″ N, 14° 56′ 19″ O                        |      |
| La Nave (La Nave di Panarea)                                           | Liparische Inseln               | Messina                                   | Lipari                    | 38° 38′ 49″ N, 15° 3′ 51″ O                         |      |
| Scoglio Bastimento                                                     | Liparische Inseln               | Messina                                   | Lipari                    | 38° 37′ 30,8″ N, 15° 3′ 41,5″ O                     |      |
| Le Formiche di Panarea vier kleine Felsen                              | Liparische Inseln               | Messina                                   | Lipari                    | 38° 37′ 38″ N, 15° 5′ 2″ O                          |      |
| Dattilo                                                                | Liparische Inseln               | Messina                                   | Lipari                    | 38° 38′ 21″ N, 15° 5′ 49″ O                         |      |
| I Panarelli fünf kleine Felsen                                         | Liparische Inseln               | Messina                                   | Lipari                    | 38° 38′ 32″ N, 15° 5′ 57″ O                         |      |
| Lisca Nera                                                             | Liparische Inseln               | Messina                                   | Lipari                    | 38° 38′ 5″ N, 15° 6′ 23″ O                          |      |
| Bottaro                                                                | Liparische Inseln               | Messina                                   | Lipari                    | 38° 38′ 16″ N, 15° 6′ 37″ O                         |      |
| Lisca Bianca                                                           | Liparische Inseln               | Messina                                   | Lipari                    | 38° 38′ 21″ N, 15° 6′ 49″ O                         |      |
| Scoglio Spinazzola                                                     | Liparische Inseln               | Messina                                   | Lipari                    | 38° 39′ 54″ N, 15° 6′ 29″ O                         |      |
| Basiluzzo                                                              | Liparische Inseln               | Messina                                   | Lipari                    | 38° 39′ 48″ N, 15° 6′ 50″ O                         |      |
| Strombolicchio                                                         | Liparische Inseln               | Messina                                   | Lipari                    | 38° 49′ 2″ N, 15° 15′ 12″ O                         |      |
| Scoglio San Biagio                                                     |                                 | Messina                                   | Caronia                   | 38° 2′ 30,7″ N, 14° 30′ 39,5″ O                     |      |
| Scoglio di Brolo                                                       |                                 | Messina                                   | Brolo                     | 38° 9′ 54,8″ N, 14° 49′ 32,2″ O                     |      |
| Pietra di Patti                                                        |                                 | Messina                                   | Patti                     | 38° 9′ 40″ N, 14° 59′ 24″ O                         |      |
| Scoglio di Patti                                                       |                                 | Messina                                   | Patti                     | 38° 9′ 39″ N, 14° 59′ 32,2″ O                       |      |
| Le Tre Pietracce drei kleine Felsen                                    |                                 | Messina                                   | Milazzo                   | 38° 15′ 56,2″ N, 15° 14′ 7,8″ O                     |      |
| Scoglio della Portella                                                 |                                 | Messina                                   | Milazzo                   | 38° 16′ 4,7″ N, 15° 13′ 26,5″ O                     |      |
| Isola Bella                                                            |                                 | Messina                                   | Taormina                  | 37° 51′ 1″ N, 15° 18′ 3″ O                          |      |
| Lachea (Isola di Aci)                                                  | Zyklopeninseln                  | Catania                                   | Aci Castello              | 37° 33′ 41″ N, 15° 9′ 59″ O                         |      |
| Faraglione Grande (Isola dei Ciclopi, Faraglione di Santa Maria)       | Zyklopeninseln                  | Catania                                   | Aci Castello              | 37° 33′ 35″ N, 15° 9′ 56″ O                         |      |
| Faraglione Medio (Faraglione Piccolo)                                  | Zyklopeninseln                  | Catania                                   | Aci Castello              | 37° 33′ 32″ N, 15° 9′ 47″ O                         |      |
| Faraglione degli Uccelli                                               | Zyklopeninseln                  | Catania                                   | Aci Castello              | 37° 33′ 30″ N, 15° 9′ 43″ O                         |      |
| Torre Avalos                                                           |                                 | Syrakus                                   | Augusta                   | 37° 12′ 43″ N, 15° 13′ 26″ O                        |      |
| Forte Vittoria                                                         |                                 | Syrakus                                   | Augusta                   | 37° 14′ 9,3″ N, 15° 12′ 19,4″ O                     |      |
| Forte Garcia                                                           |                                 | Syrakus                                   | Augusta                   | 37° 14′ 8,4″ N, 15° 12′ 14,3″ O                     |      |
| I due fratelli (I due frati, i ru’ frati (siz.))                       |                                 | Syrakus                                   | Syrakus                   | 37° 5′ 8″ N, 15° 18′ 6″ O 37° 5′ 7″ N, 15° 18′ 5″ O |      |
| Scoglio a Pizzo                                                        |                                 | Syrakus                                   | Syrakus                   | 37° 4′ 19″ N, 15° 17′ 53″ O                         |      |
| Scoglio dei Cani                                                       |                                 | Syrakus                                   | Syrakus                   | 37° 3′ 38,3″ N, 15° 18′ 8,3″ O                      |      |
| Scogli Castelluccio                                                    |                                 | Syrakus                                   | Syrakus                   | 37° 2′ 37″ N, 15° 18′ 7″ O                          |      |
| Scoglio Galera                                                         |                                 | Syrakus                                   | Syrakus                   | 37° 2′ 30″ N, 15° 17′ 43,5″ O                       |      |
| Scoglio Milocca                                                        |                                 | Syrakus                                   | Syrakus                   | 37° 0′ 16″ N, 15° 16′ 54″ O                         |      |
| Ognina                                                                 |                                 | Syrakus                                   | Syrakus                   | 36° 58′ 45″ N, 15° 15′ 49″ O                        |      |
| Isola Vendicari                                                        |                                 | Syrakus                                   | Pachino                   | 36° 47′ 31″ N, 15° 6′ 16″ O                         |      |
| Isola Piccola di Marzamemi (Isolotto Brancati nach Vitaliano Brancati) |                                 | Syrakus                                   | Pachino                   | 36° 44′ 18″ N, 15° 7′ 8″ O                          |      |
| Isola Grande di Marzamemi                                              |                                 | Syrakus                                   | Pachino                   | 36° 44′ 6″ N, 15° 7′ 15″ O                          |      |
| Isola di Capo Passero                                                  |                                 | Syrakus                                   | Portopalo di Capo Passero | 36° 41′ 13″ N, 15° 8′ 54″ O                         |      |
| Isola delle Correnti                                                   |                                 | Syrakus                                   | Portopalo di Capo Passero | 36° 38′ 44″ N, 15° 4′ 39″ O                         |      |
| Scoglio Iannuzzo                                                       |                                 | Ragusa                                    | Ispica                    | 36° 41′ 6,8″ N, 14° 58′ 31″ O                       |      |
| Isola dei porri                                                        |                                 | Ragusa                                    | Ispica                    | 36° 41′ 10″ N, 14° 55′ 56″ O                        |      |
| Rocca San Nicola                                                       |                                 | Agrigent                                  | Licata                    | 37° 6′ 45″ N, 13° 51′ 24″ O                         |      |
| Scogli(o)/Rocca Gucciarda (Guicciarda, i ziti: u zitu und a zita)      |                                 | Agrigent                                  | Realmonte                 | 37° 17′ 28″ N, 13° 27′ 7″ O                         |      |
| Scoglio Pietra Patella                                                 |                                 | Agrigent                                  | Palma di Montechiaro      | 37° 11′ 23″ N, 13° 39′ 25″ O                        |      |
| Faraglioni di Linosa mehrere kleine Felsen                             | Pelagische Inseln               | Agrigent                                  | Lampedusa e Linosa        | 35° 52′ 2,5″ N, 12° 52′ 55,5″ O                     |      |
| Scoglio Pinalta                                                        | Pelagische Inseln               | Agrigent                                  | Lampedusa e Linosa        | 35° 31′ 37,7″ N, 12° 31′ 24,8″ O                    |      |
| Scoglio Sacramento                                                     | Pelagische Inseln               | Agrigent                                  | Lampedusa e Linosa        | 35° 31′ 44″ N, 12° 31′ 42″ O                        |      |
| Faraglione (Scoglio a vela)                                            | Pelagische Inseln               | Agrigent                                  | Lampedusa e Linosa        | 35° 31′ 44″ N, 12° 32′ 39,5″ O                      |      |
| Isola dei Conigli                                                      | Pelagische Inseln               | Agrigent                                  | Lampedusa e Linosa        | 35° 30′ 37″ N, 12° 33′ 31″ O                        |      |
| Lampione                                                               | Pelagische Inseln               | Agrigent                                  | Lampedusa e Linosa        | 35° 33′ 6,4″ N, 12° 19′ 16,2″ O                     |      |
| Faraglione Tracino                                                     |                                 | Trapani                                   | Pantelleria               | 36° 47′ 56,2″ N, 12° 3′ 7,8″ O                      |      |
| Scoglio di Punta del Duce                                              |                                 | Trapani                                   | Pantelleria               | 36° 46′ 39″ N, 12° 3′ 24″ O                         |      |
| Scogli del Formaggio mehrere kleine Felsen                             |                                 | Trapani                                   | Pantelleria               | 36° 46′ 18″ N, 12° 3′ 20″ O                         |      |
| Faraglione Dietro l’Isola                                              |                                 | Trapani                                   | Pantelleria               | 36° 45′ 25″ N, 12° 3′ 11″ O                         |      |
| Galera della Salina                                                    |                                 | Trapani                                   | Pantelleria               | 36° 45′ 18,1″ N, 12° 3′ 7,5″ O                      |      |
| Gli Scoglietti mehrere kleine Felsen                                   |                                 | Trapani                                   | Pantelleria               | 36° 44′ 7″ N, 12° 1′ 34″ O                          |      |
| La Galera                                                              |                                 | Trapani                                   | Pantelleria               | 36° 45′ 18,1″ N, 11° 58′ 39,4″ O                    |      |
| Scoglio Sibiliana (Scibiliana)                                         |                                 | Trapani                                   | Petrosino                 | 37° 43′ 50″ N, 12° 28′ 10″ O                        |      |
| La Schola (La Scola, La Scuola)                                        | Isole dello Stagnone di Marsala | Trapani                                   | Marsala                   | 37° 51′ 46″ N, 12° 27′ 24″ O                        |      |
| San Pantaleo (Mozia)                                                   | Isole dello Stagnone di Marsala | Trapani                                   | Marsala                   | 37° 52′ 6″ N, 12° 28′ 7″ O                          |      |
| Santa Maria                                                            | Isole dello Stagnone di Marsala | Trapani                                   | Marsala                   | 37° 52′ 55″ N, 12° 27′ 33″ O                        |      |
| Preveto                                                                | Ägadische Inseln                | Trapani                                   | Favignana                 | 37° 54′ 52″ N, 12° 18′ 7″ O                         |      |
| Galeotta                                                               | Ägadische Inseln                | Trapani                                   | Favignana                 | 37° 54′ 43″ N, 12° 17′ 55″ O                        |      |
| Galera                                                                 | Ägadische Inseln                | Trapani                                   | Favignana                 | 37° 54′ 51″ N, 12° 17′ 24″ O                        |      |
| Scoglio Correnti (Scoglio Corrente)                                    | Ägadische Inseln                | Trapani                                   | Favignana                 | 37° 54′ 52″ N, 12° 17′ 7″ O                         |      |
| Scoglio Cammello (Scoglio Camello)                                     | Ägadische Inseln                | Trapani                                   | Favignana                 | 37° 59′ 0″ N, 12° 3′ 55″ O                          |      |
| Il Faraglione                                                          | Ägadische Inseln                | Trapani                                   | Favignana                 | 37° 59′ 11,5″ N, 12° 19′ 42,5″ O                    |      |
| Maraone                                                                | Ägadische Inseln                | Trapani                                   | Favignana                 | 37° 59′ 24″ N, 12° 24′ 51″ O                        |      |
| Formica                                                                | Ägadische Inseln                | Trapani                                   | Favignana                 | 37° 59′ 21″ N, 12° 25′ 31″ O                        |      |
| Colombaia                                                              |                                 | Trapani                                   | Trapani                   | 38° 0′ 41″ N, 12° 29′ 36″ O                         |      |
| Scoglio Palumbo                                                        |                                 | Trapani                                   | Trapani                   | 38° 0′ 45″ N, 12° 29′ 18″ O                         |      |
| Sant’Antonio                                                           |                                 | Trapani                                   | Trapani                   | 38° 0′ 52″ N, 12° 29′ 48″ O                         |      |
| Scoglio Mal Consiglio                                                  |                                 | Trapani                                   | Trapani                   | 38° 1′ 29,8″ N, 12° 29′ 47,7″ O                     |      |
| Scogli Porcelli mehrere kleine Felsen                                  | Ägadische Inseln                | Trapani                                   | Trapani                   | 38° 2′ 38″ N, 12° 26′ 22″ O                         |      |
| Asinelli                                                               |                                 | Trapani                                   | Trapani                   | 38° 3′ 51″ N, 12° 31′ 46″ O                         |      |
| Scoglio Scialandro                                                     |                                 | Trapani                                   | Custonaci                 | 38° 6′ 55″ N, 12° 41′ 7″ O                          |      |
| Faraglioni di Scopello mehrere kleine Felsen                           |                                 | Trapani                                   | Castellammare del Golfo   | 38° 4′ 23″ N, 12° 49′ 23″ O                         |      |